# Jennifer Rene
Jennifer Rene (Indianapolis, 7 december 1984) is een Amerikaanse zangeres, dj en producente.

## Levensloop
Vanaf haar tiende schreef Rene liedjes. Toen ze een aantal jaar later voor het eerst in een club in Chicago kwam, wist ze dat ze deel van de dancemuziek wilde uitmaken. Nog geen jaar later kocht ze een computer en een microfoon en begon ze haar eerste nummers op te nemen. Haar eerste opname stuurde ze naar een vriend om zijn mening erover te vragen. Deze vriend had connecties met tranceproducent Jose Amnesia, die de sample hoorde, en een dag later werd Rene gebeld met de vraag om meer samples. Enkele weken later was het nummer Louder een feit.
Dit nummer werd een succes en werd opgepikt bij het platenlabel Armind, bekend door Armin van Buuren. Ook Van Buuren was meteen weg van het nummer en draaide voor miljoenen luisteraars tijdens zijn podcast-show A State of Trance (aflevering 250).
Ook dj Markus Schulz was gecharmeerd van "Louder" en nam het op in de tracklist voor zijn album Ibiza.
Naast zangeres is Rene ook dj. Ze leerde zichzelf de basistechnieken aan voor het dj'en en een maand later begon ze haar dj-carrière. Daarnaast is ze ook bekend van haar productiewerk en haar remixen.
Rene verzorgde verder de zangpartij in een nummer van Armin van Buuren: "Fine without you". Een en ander is te vinden op het album Imagine.

## Bijdragen
Tot nu toe leverde Jennifer Rene bijdragen voor de volgende cd's:
- Markus Schulz - Ibiza'06 (2006)
- Trance the Ultimate Collection - Best of 2007 (2007)
- Trance the Ultimate Collection 2007 Vol. 1 (2007)
- Armin van Buuren - A State of Trance 2007 (2007)
- Armin van Buuren - A State of Trance Year Mix 2007 (2007)
- Armin van Buuren - Universal Religion Chapter 3 - Live from Armada at Ibiza (2007)
- Jonas Steur - Born for the Night (2007) (op de liedjes Fall to pieces en Pure Bliss)
- Menno de Jong - Intuition Sessions Volume 1: South Africa (2007)
- Mr Sam - Opus (2007)
- Tiësto - In Search of Sunrise 6, Ibiza (2007)
- Armada Trance 3 (2008)
- Trance Mission (2008)
- Armin van Buuren - Imagine (2008)
- Dash Berlin - Worldwide Trance Sounds (2008)
- Markus Schulz - Do You Dream? (2010)